# Afrikaanse havik
De Afrikaanse havik (Aerospiza tachiro) is een roofvogel uit de familie van de havikachtigen (Accipitridae). De eerder als aparte soort beschouwde roodborsthavik staat met de ondersoorten  A. t. macrocelides,  A. t. lopezi, A. t. toussenelii en A. t. canescens op de  IOC World Bird List als ondersoort van de Afrikaanse havik.

## Verspreiding en leefgebied
Hij leeft in Afrika, ten zuiden van de Sahara en telt acht ondersoorten:
- A. t. canescens	(Chapin, 1921): oostelijk Congo-Kinshasa tot westelijk Oeganda (roodborsthavik).
- A. t. lopezi	(Alexander, 1903): Bioko (Golf van Guinea) (roodborsthavik).
- A. t. macroscelides (Hartlaub, 1855): Senegal tot westelijk Kameroen. (roodborsthavik).
- A. t. pembaensis (Benson & Elliott, HFI, 1975): eiland Pemba (nabij Tanzania).
- A. t. sparsimfasciata (Reichenow, 1895): van Somalië tot Angola, Zambia en Mozambique.
- A. t. tachiro (Daudin, 1800): van zuidelijk Angola tot Mozambique en Zuid-Afrika.
- A. t. toussenelii	(Verreaux, J, Verreaux, É & des Murs, 1855): zuidelijk Kameroen, westelijk Congo-Kinshasa (roodborsthavik).
- A. t. unduliventer (Rüppell, 1836): Eritrea en Ethiopië.

Afrikaanse havik in de Iconographia Zoologica
Afrikaanse havik in de Iconographia Zoologica (1700-1880)
Afrikaanse havik in Neue Wirbelthiere zu der Fauna von Abyssinien gehörig door Rüppel (1835)